# Echinodictyum costiferum
Echinodictyum costiferum är en svampdjursart som beskrevs av Ridley 1884. Echinodictyum costiferum ingår i släktet Echinodictyum och familjen Raspailiidae.
Artens utbredningsområde är havet kring Australien. Inga underarter finns listade i Catalogue of Life.